# 彭树智
彭树智（1931年—），男，陕西泾阳人，中国世界史学家，曾任西北大学历史系主任、教授、博士生导师。